# Herberth E. Herlitschka
Herberth Egon Herlitschka (n. 26 decembrie 1893, Viena, Austro-Ungaria – d. 6 iunie 1970, Berna, Berna, Elveția) a fost un traducător austriac, care a tradus din engleză în germană, mai ales în perioada postbelică, numeroase lucrări din literatura universală pentru diverse edituri. Înainte de 1939 a tradus literatură străină mai ales pentru Herbert Reichner Verlag (Viena-Leipzig-Zürich).
Herlitschka este cel mai cunoscut pentru numeroasele traduceri ale romanelor lui Aldous Huxley și Thornton Wilder.

## Traduceri (selecție)
- William Faulkner: Die Freistatt
- James Hilton: Irgendwo in Tibet (cunoscută și ca: Der verlorene Horizont)
- Aldous Huxley: Die Pforten der Wahrnehmung
- Aldous Huxley: Schöne neue Welt
- Aldous Huxley: Dreißig Jahre danach oder Wiedersehen mit der schönen neuen Welt
- D. H. Lawrence: Die Frau, die davonritt
- Katherine Mansfield: Ihr erster Ball
- Thornton Wilder: Die Iden des März
- Thornton Wilder: Dem Himmel bin ich auserkoren
- Thornton Wilder: Die Brücke von San Luis Rey
- Virginia Woolf: Mrs. Dalloway
- Virginia Woolf: Orlando
- Virginia Woolf: Die Wellen (împreună cu Marlys Herlitschka)
- William Butler Yeats: Die geheime Rose
- Charles și Mary Lamb: Das Shakespeare-Geschichtenbuch

## Legături externe
- de Herberth E. Herlitschka în Catalogul Bibliotecii Naționale a Germaniei (Informații despre Herberth E. Herlitschka • PICA • Căutare pe site-ul Apper)
- Lucrări de și despre Herberth E. Herlitschka în Deutsche Digitale Bibliothek (Biblioteca Digitală Germană)